# Schneeschimmel

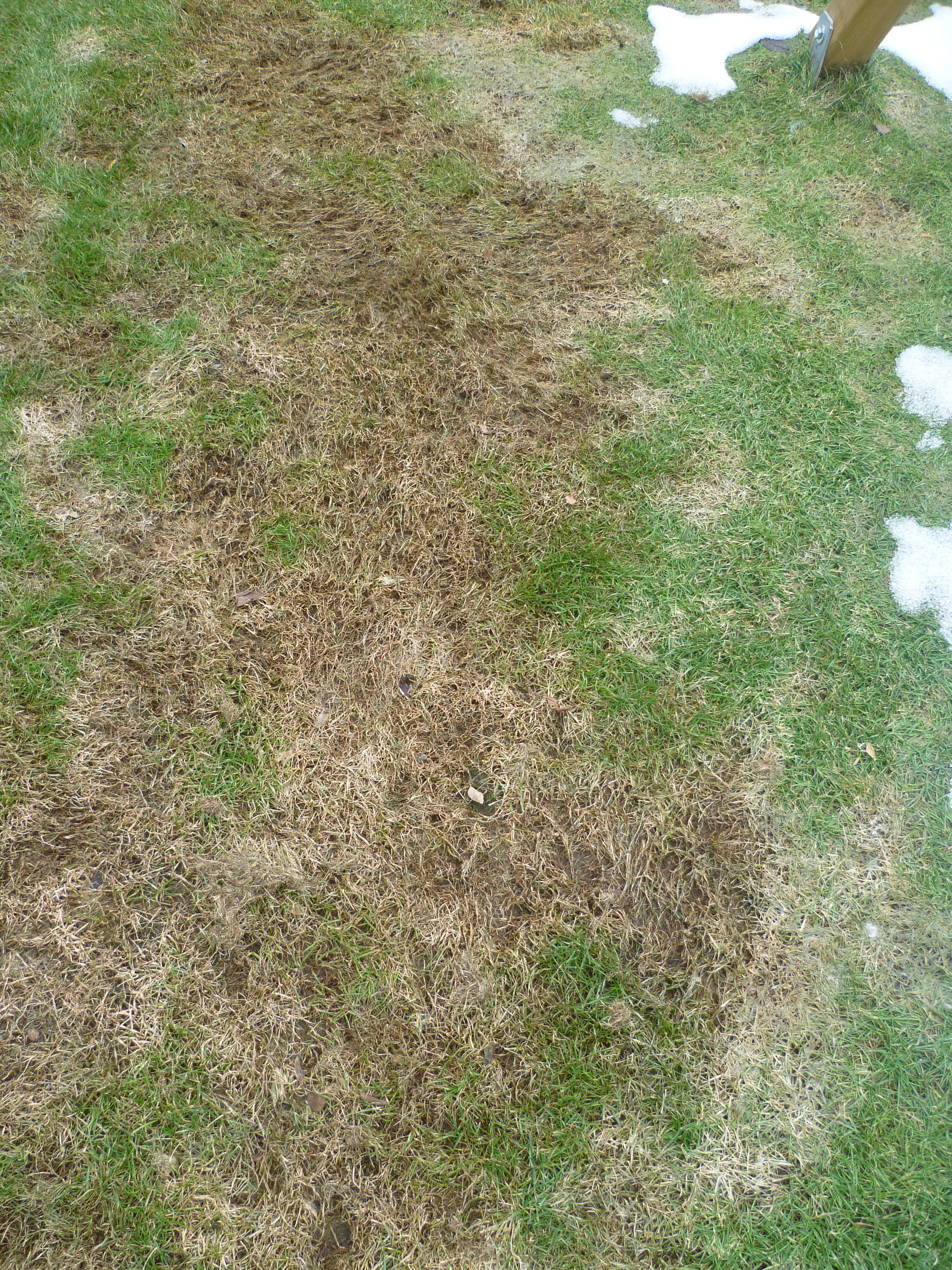
Schneeschimmel

Als Schneeschimmel (lateinisch Microdochium nivale) bezeichnet man eine Rasenkrankheit, die eine Schwächung der Rasenfläche verursacht aufgrund einer hohen Belastung, wie Überdüngung (Stickstoffdüngung im Herbst), verdichteter Boden (Nässe) und hohe Temperaturschwankungen.
Die Krankheit kann bei ungünstigen Bedingungen ganzjährig auftreten, jedoch sind die ersten Anzeichen häufig im Frühjahr (Befall im Herbst) nach der Schneeschmelze erkennbar.
Der Graue Schneeschimmel (lateinisch Typhula incarnata), auch umgangssprachlich Wurzelfäule genannt, gehört zu diesen Krankheitsbildern. Er entsteht bei Temperaturen um die 0 °C.

## Ursachen
Eine Infektion durch Schneeschimmel wird durch verschiedene Faktoren begünstigt. Vor allem wechselhafte Temperaturen um den Gefrierpunkt herum sorgen für einen aggressiveren Infektionsverlauf. Anhaltende Feuchtigkeit durch Nebel, Nieselregen, Taubildung sowie mangelnde Luftbewegung können der Auslöser für die Pilzbildung sein. Zudem können Mulch, Herbstlaub sowie Rasenschnitt die Bildung von Schneeschimmel begünstigen, da der mangelnde Lichteinfall die Gräser schwächt und somit die Infektionsgefahr erhöht.

## Symptome

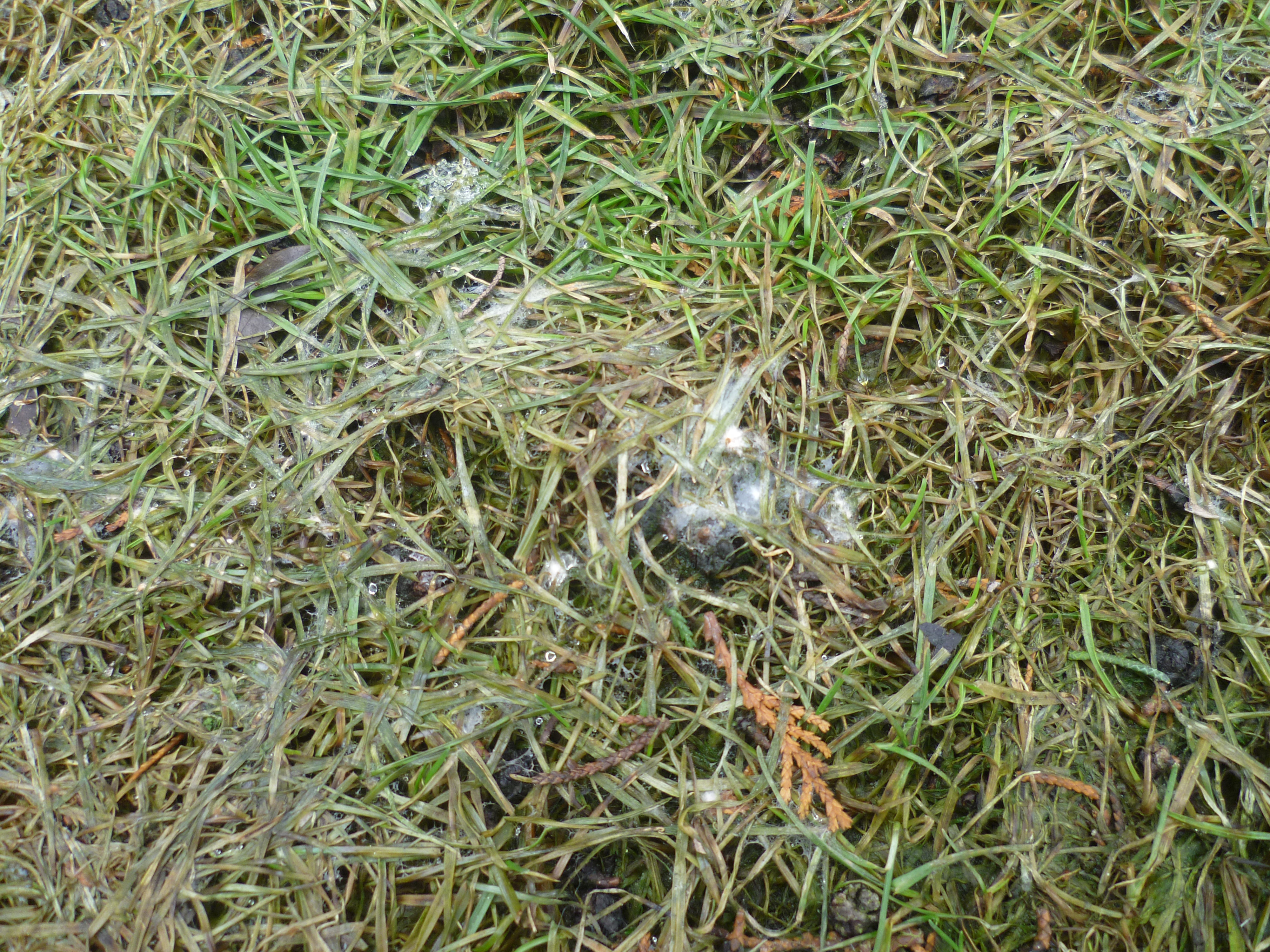
Hellgraues Pilzgeflecht (Myzel)

Symptome sind unregelmäßige hellbraun-braune Flecken, die einen Durchmesser von über 50 cm erreichen können. Bei entsprechender Feuchtigkeit bildet sich ein hellgraues Pilzgeflecht (Myzel). Der Graue Schneeschimmel hat das gleiche Schadbild wie der normale Schneeschimmel, jedoch wirken die Blätter trocken und papierartig.

## Gegenmaßnahmen
In der Regel heilen die betroffenen Stellen bei warmen Temperaturen von selbst ab.
Vorbeugende Maßnahmen sind:
- regelmäßiges Mähen, nicht zu tief mähen (max. 1/3 der Halmlänge)
- auf gute Durchlässigkeit im Boden achten, ggf. vertikutieren oder aerifizieren und sanden
- ausgewogen Düngen (kaliumbetont im Herbst)
- Entfernung von Laub und Rasenschnitt